# Кабінет (кімната)

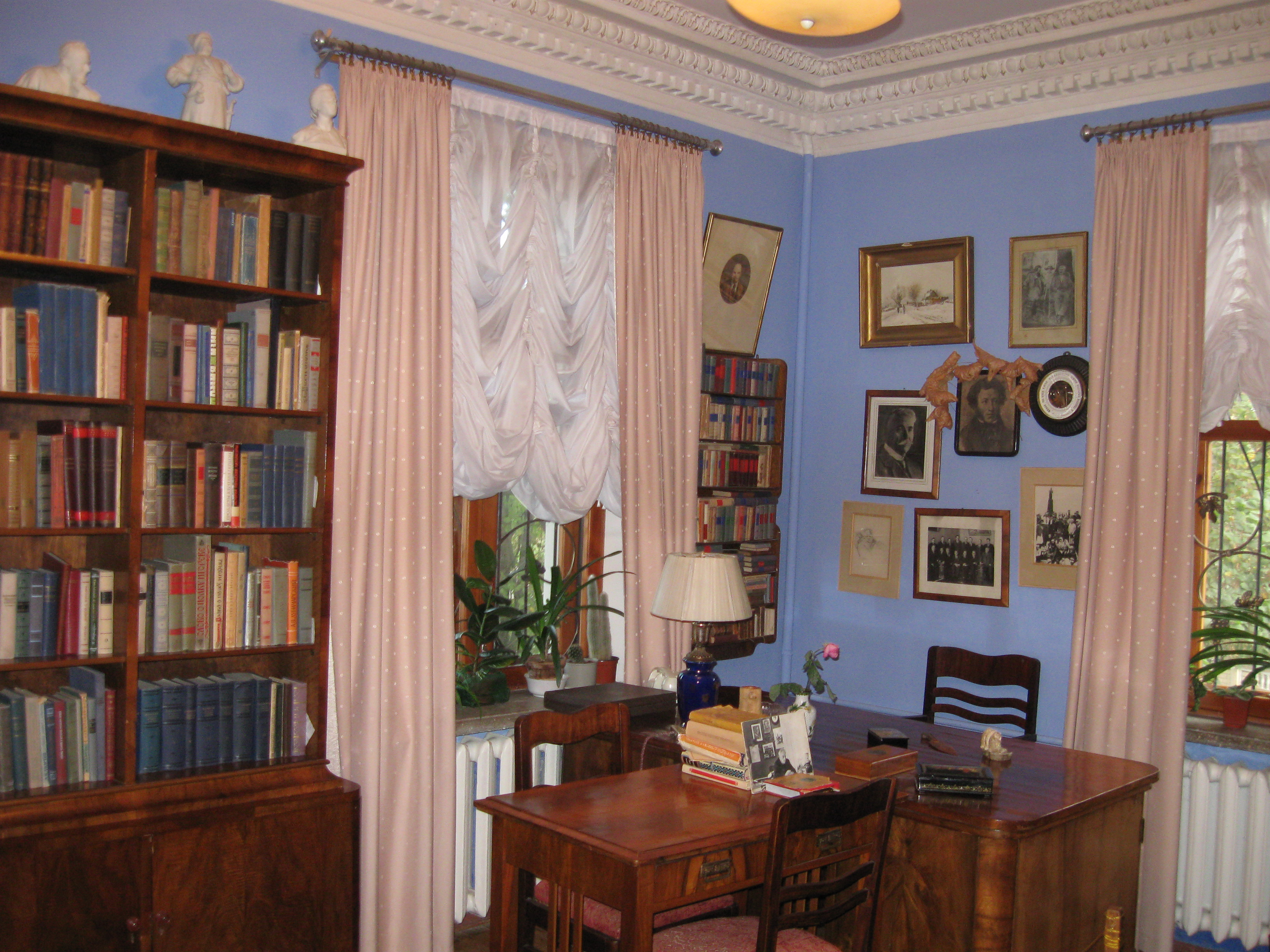
Кабінет українського поета Максима Рильського, Голосіїв, Київ

Кабінет (кімната)  — окрема кімната для усамітнення, дозвілля або праці з паперами чи літературних вправ.

## Назва

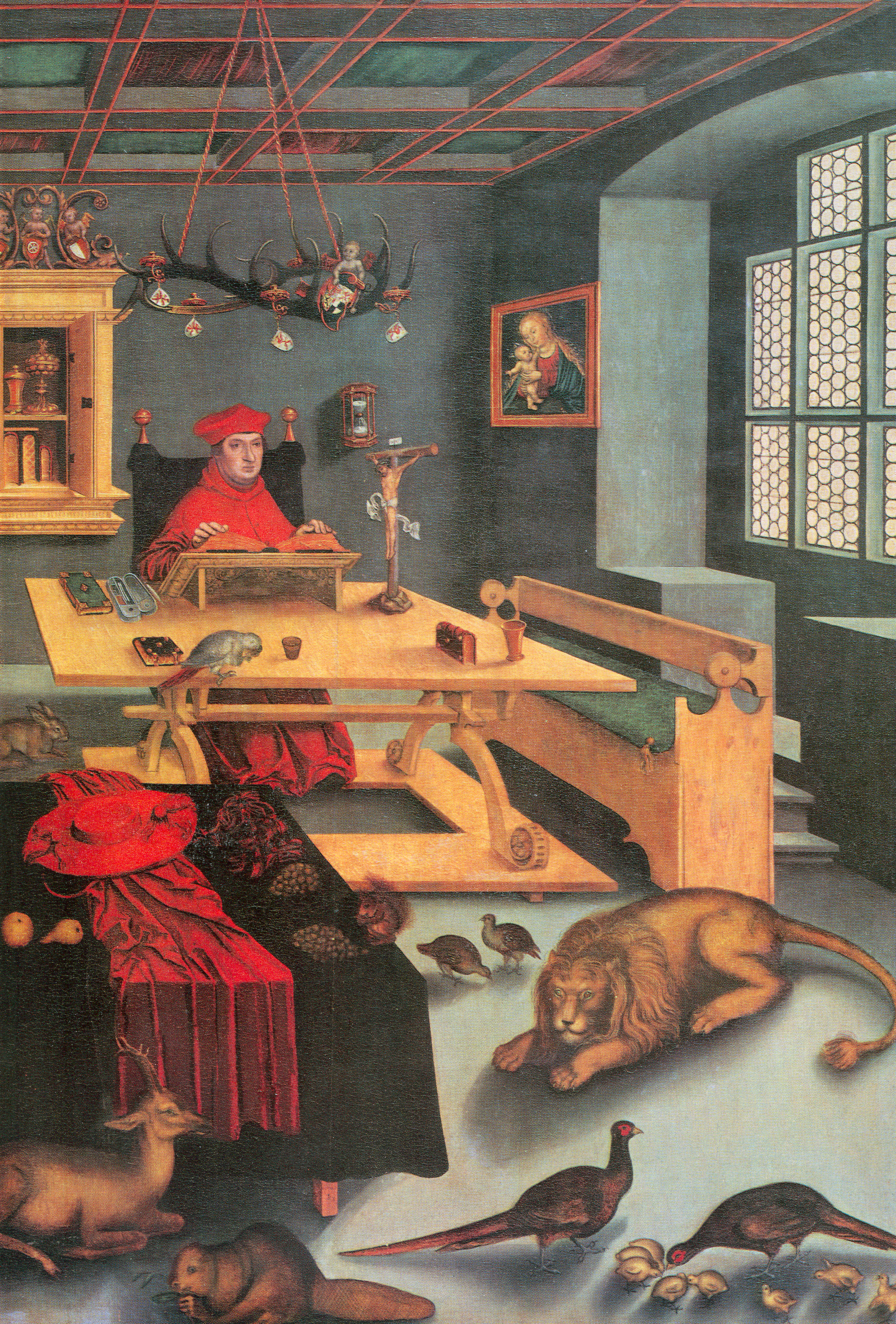
Лукас Кранах старший. Кардинал Альбрехт Бранденбурзький як св. Єронім у власній студії, 1526 р.

Функції кабінету обумовлені появою дозвілля та кімнати для приватних справ (вивчення документів, читання, листування, збереження особистого чи родинного архіву). Кабінети, як такі, виникають у Західній Європі у пізньосередньовічну добу. Розквіт прийшовся на добу відродження, так в Італії функцію кабінету відігравали окремі, невеликі приміщення, котрі італійці називали студіями або студіоло.
Збагачення певних прошарків суспільства (банкірів, комерсантів, священства) та налагоджені канали постачання екзотичних речей і «курйозів» (природних та мистецьких), мода на них сприяли появі специфічних меблів з низкою шухлядок для зберігання дрібничок, ювелірних виробів, листів і документів. Ті шафки отримали назву кабінетів. Невеликі приміщення (котрі обставляли шафками і меблями) та котрі було легко опалювати взимку теж отримали назву кабінетів. Що більшим було житло і статки володаря, то швидше виникала спеціалізація приміщень, відома вже в палацах (зала аудієнцій, зброярня, вартівня, дитяча, спальні, кухні, приміщення для родичів, секретаря чи слуг тощо). Функція кімнати сприяла появі спеціалізованих меблів (окремі для вітальні, спалень, будуара), а згодом і стильного декору чи його відсутності в приватній частині житла.
У багатих помешканнях облаштовували два чи більше кабінетів, адже жіночі кабінети виконували також ролі будуара, вітальні, межували з коморами для зберігання капелюшків і капелюхів, одягу, білизни, перук, взуття тощо.

## Зміни функцій з часом

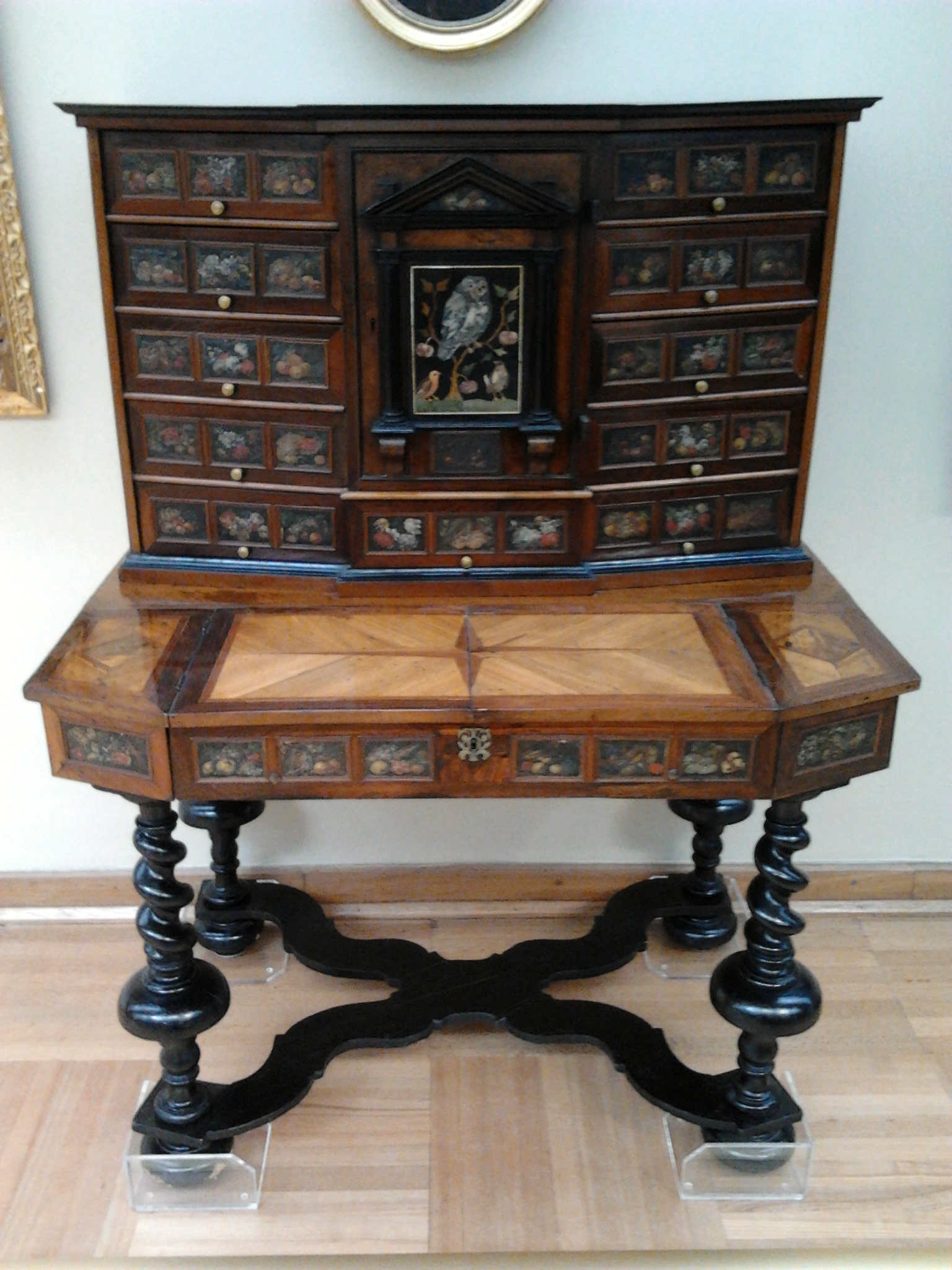
Палац Вілянов, кабінет італійських майстрів. Третя чверть XVII ст.

Схильність до колекціонування, накопичення речей, близьких за функціями чи якостями, сприяють появі приватних бібліотек, домашніх музейчиків, картинних галерей, галерей предків. Всім їм передували кабінети курйозів, що були малосистематизованими збірками екзотичних речей, невеликими музеями природничих та мистецьких артефактів. Згодом такі предмети перейдуть у специфічні заклади — кунсткамери.
Меблі з доби відродження для бідних верств населення і багатіїв помітно розходилися в своєму виконанні, використанні матеріалів і функціональному призначенні. Це особливо відбилося на палацових меблях доби бароко, котрі посідають видатне місце в мистецтві взагалі. Ускладнилися засоби обробки меблів, використання різноманітних матеріалів (метали, дерев'яна мозаїка-маркетрі, панцирі черепах), їхня комбінація. Виникають меблі з розкішним різьбленням чи імітацією архітектури — розірвані фронтони, карнизи, колони тощо. Особливе місце серед палацових меблів посів кабінет — різновид меблів для зберігання коштовностей, монет і медалей, мережива, колекцій мінералів, листів і приладдя для листування, маленьких витворів мистецтва тощо. Кабінет став «героєм» палацових інтер'єрів і барокових натюрмортів. У той час винайшли також кабінет-секретер з відкидною кришкою для листування. Назву кабінет пізніше перенесли на залу, де стояв такий секретер. Так виникає зала-кабінет, кабінет-кімната.
Необхідною частиною кабінету стає і письмовий стіл, за яким зручно відповідати на листи, створювати інвентарі чи каталоги, піддаватись мріям, спілкуванню з друзями чи натхненню, творчості.

## Спеціалізація
Спеціалізація колекцій в Німеччині знайшла відображення зокрема в назвах кабінетів.
- Naturalienkabinett — мав колекції природничі, присвячені ботаніці, геології, зоології.
- Munzkabinett — мав монети і медалі, сучасні і стародавні.
- Antiquitatekammer — тут розміщали антикварні речі і старожитності.
- Kunstkammer — був присвячений збіркам витворів мистецтва від живопису і скульптур до гравюр і малюнків.
- Shatzkammer — тут зберігали ювелірні вироби і це була скарбниця володаря.

## Альбом друзів (Liber Amicorum)

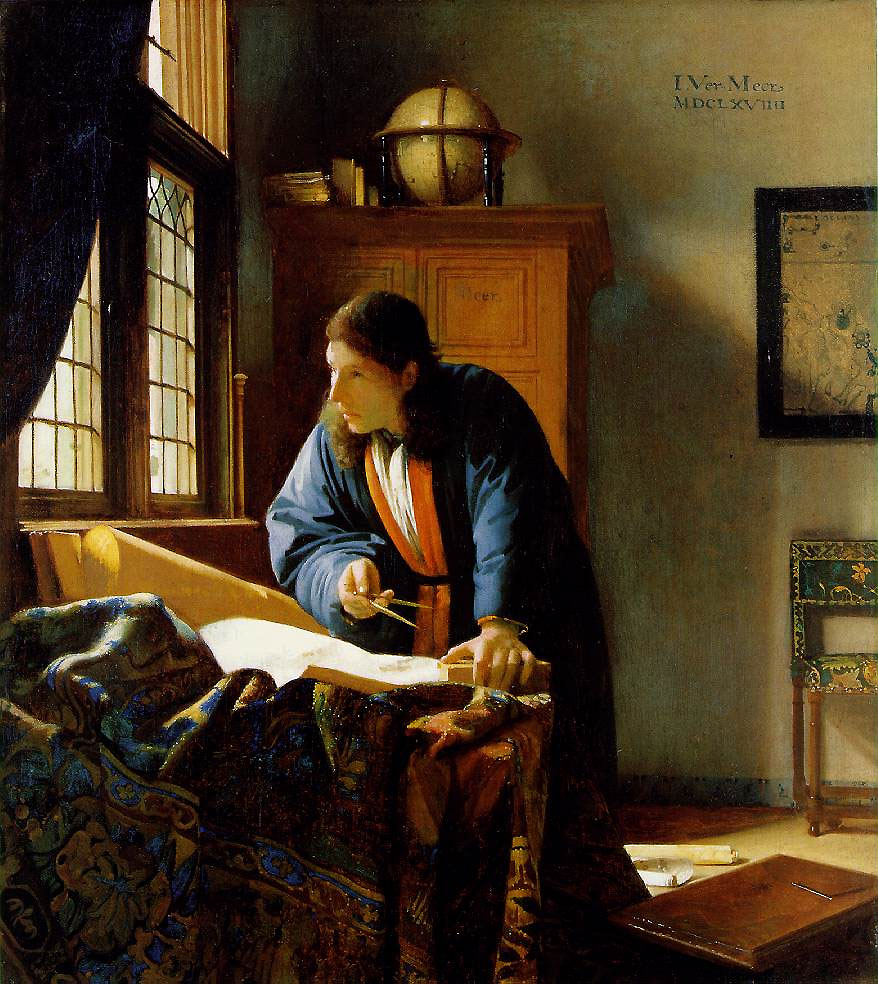
Ян Вермер. «Кабінет географа». 1669 рік.

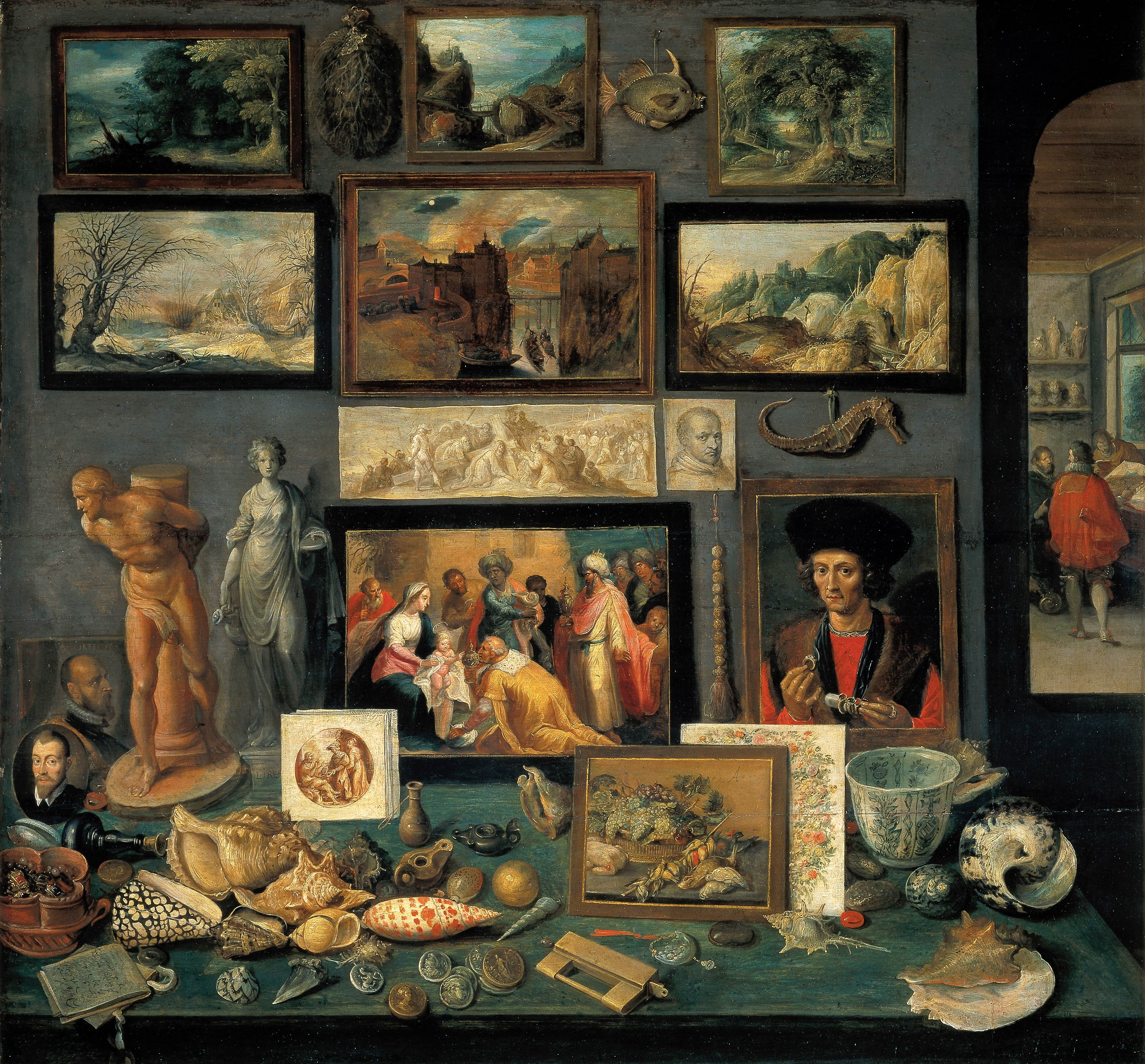
Франс Франкен молодший. Кабінет курйозів прихильника екзотики і мистецтв, типовий для доби бароко, 1636 р.

Почесне місце в кабінетах курйозів посіли «Альбоми друзів». Вперше вони з'явились у середовищі нідерландських гуманістів XVI ст. з їхнім культом інтелектуальних вправ, культом приватного життя й листування, неупинно зростаючим авторитетом місцевих художників і письменників. «Альбоми друзів» — то маленькі колекції вартісних для приватної особи листів від друзів, автографів шляхетних чи відомих осіб, часто малюнків різних художників та малюнків самого володаря. Адже малювання почало входити до комплексу тодішньої освіти. Все це збиралось під одною палітуркою, до якої з часом вклеювались нові надходження. Такі альбоми залюбки переглядались в часи дозвілля й показувались шановним візитерам.
«Альбоми друзів» помітно відрізнялись від «Альбомів зразків», котрі збирали фахові художники для вивчення чужих знахідок у мистецтві, чужих композицій чи панівних на той час художніх схем. Ще більше відмінностей від «Альбомів друзів» мали рукописні пісенники-співаники. Останні призначались суто для колекціонування текстів пісень.
«Альбоми друзів» отримали поширення у Голландії XVII ст. Окрім епістолярії в них потрапляють як подарунки малюнків від живих художників, так і придбані на аукціонах твори минулого, малюнки, що роблять вже на самих аркушах альбому. Сюди вклеювали також нові офорти, до цієї графічної техніки голландці ставились особливо поважно. Відомо про «Альбоми друзів», що вели Якоб Хейблок, ректор одної гімназії у Амстердамі чи Карел Мартенс, юрист з міста Утрехт. У «Альбомі друзів» Якоба Хейблока знайдені записи науковців, літераторів чи навіть державних діячів тої доби. Поміж цих автографів володар розмістив малюнки амстердамських художників (недорогі тоді у порівнянні з живописом), серед котрих були Ян ван дер Капелле, Рембрандт, Арт ван дер Нер, Говерт Флінк. Низка «Альбомів друзів» та «Альбомів зразків» акумулювала значну кількість документів доби (як художніх, так і історичних), котрі могли не зберігтися взагалі. Завдяки цим альбомам збережені малюнки низки другорядних художників Голландії, картин котрих або не збережено, або приписано іншим майстрам. Графічні копії і замальовки картин (з позначками авторів), котрі зроблені аматорами, стали важливим доказом існування декотрих творів, вказівками авторства, їх побутування і додатковим матеріалом для сучасних атрибуцій.

## Стилі та дизайнерські рішення
Стилістика і теоретичні програми бароко вже узаконили кабінети. Так Архітектор і дизейнер Шарль Лебрен створив розкішний кабінет для володаря замку Во-ле-Віконт, тодішнього міністра фінансів Ніколя Фуке. Ця кімната-кабінет була прикрашена неймовірно коштовними на той час дзеркалами. Ознаки стилю мали вже приміщенні доби розвиненої готики чи студіоло доби італійського відродження.
Амбітний і нетерплячий король Франції Людовик XIV, що конфіскував замок-палац Во-ле-Віконт і запроторив у тюрму володаря, багато чого запозичив з облаштування замку, коли вивіз у власний палац коштовні меблі, килими й арраси, навіть посуд. Король наказом перевів на будівництво і облаштування резиденції Версаль усіх найкращих працівників з садиби Ніколя Фуке. Палац Версаль згодом уславився Дзеркальною галереєю, неймовірного розміру парком і апартаментами короля, що мали також його кабінет. Чоловічий кабінет доби французького бароко мав функції, близькі до дамського будуара, що зберігав, однак, гендерні відмінності (мапи, парадну зброю, специфічні колекції, малу бібліотеку). Бібліотека може відокремлюватись від кабінету і існувати самостійно, а може співіснувати з кабінетом, якщо невелика.
Ознаки нової стилістики вже впадали у вічі при змінах палацового і пишного бароко на легковажне рококо у XVIII ст. Меблі втратили важкість і пишний золочений декор. Вони втратили помпезність і масивність барокових зразків і стали більш легкі, тонкі, зручніші у побуті. Меблеві майстри створили і особливі зразки меблів — бюро, малих столиків і крісел, легких стільців, комодів, секретерів, шифоньєрів. Широко використовують розфарбування ніжними відтінками, квіткові розписи при стриманому використанні золочення або повної відмови від нього.
Свої назви отримали навіть характерні типи крісел — «Бержер» і «Маркіза». Видатними майстрами меблів рококо були Шарль Крессан, Давид Рентген, Франсуа Ебен, П'єтро Піфетті (Рим), Джузеппе Маджоліні (Мілан) тощо.
Перші зразки ансамблю в інтер'єрі дали доба відродження, маньєризм і бароко. Рококо успішно успадкувало цю традицію і дало свої зразки ансамблів в інтер'єрах. Особливо уславився архітектор і дизайнер інтер'єрів із Франції Жермен Бофран (1667—1754). Інтер'єри особняка Субіз увібрали всі характерні риси рококо — святковість, відмову від прямих ліній і ордеру, диктат хвилястих візерунків, перенасиченість дрібного декору, що охоплює усю стіну і переходить на стелю. Овальна зала отелю Субіз в Парижі доповнена ще й дзеркалами, що візуально ламали межі зали і надавали насиченому декору безмежності.
Видатні зразки інтер'єру доби рококо дав і Антоніо Рінальді (1710? — 1794) в Китайському палаці Оранієнбаума (італієць, що майже все життя працював в Петербурзі, Російська імперія). Велика обдарованість майстра і знання видатних зразків бароко надали можливість Рінальді використовувати як коштовні, так і дешеві матеріали — порцеляну і штучний мармур, стінописи-фрески і олійний живопис, шпалерне розташування картин і екзотичні витвори мистецтва Китаю.
Чого вартий лише Склярусний кабінет Китайського палацу, де як фарби живопису використані скляні трубки, бісер і багатоколірна вишивка шовком. Унікальність цього рококового інтер'єру ріднить його з видатними зразками інтер'єрів бароко на кшталт Бурштинової кімнати палацу в Царському Селі. Склярусний кабінет Китайського палацу чи Бурштинова кімната вже мають суто декоративне призначення. В тому ж Китайському палаці для імператриці був облаштований досить тихий кабінет для праці за письмовим столом. Стеля цього кабінету мала плафон із зображенням алегорії Філософії, як наголос на серйозну працю з документами, можливу лише в умовах тиші та усамітнення.

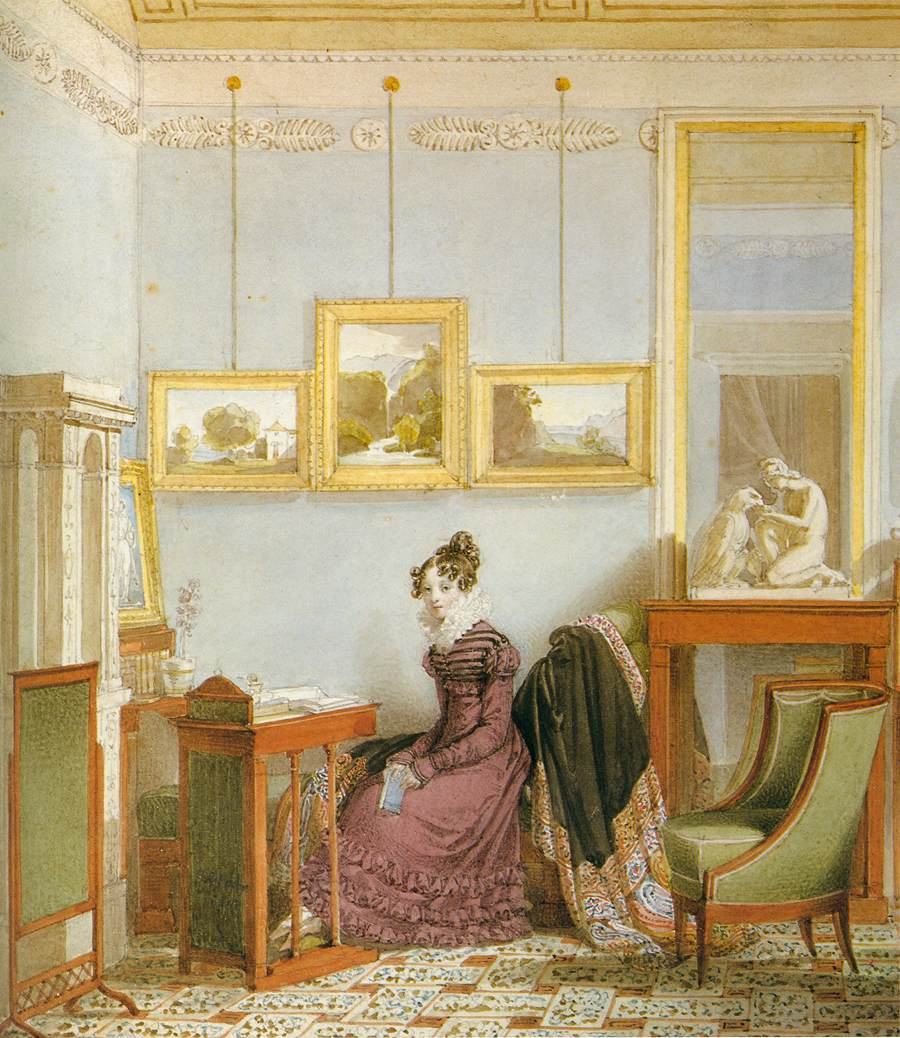
Йоган Ендер. «Пані за письмовим столом», дамський кабінет доби ампір, 1820 р.

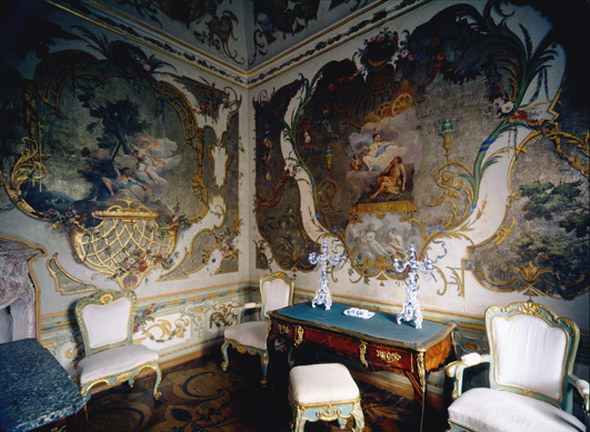
Антоніо Рінальді. Золотий кабінет Китайського палацу в передмісті Петербурга Оранієнбаумі.
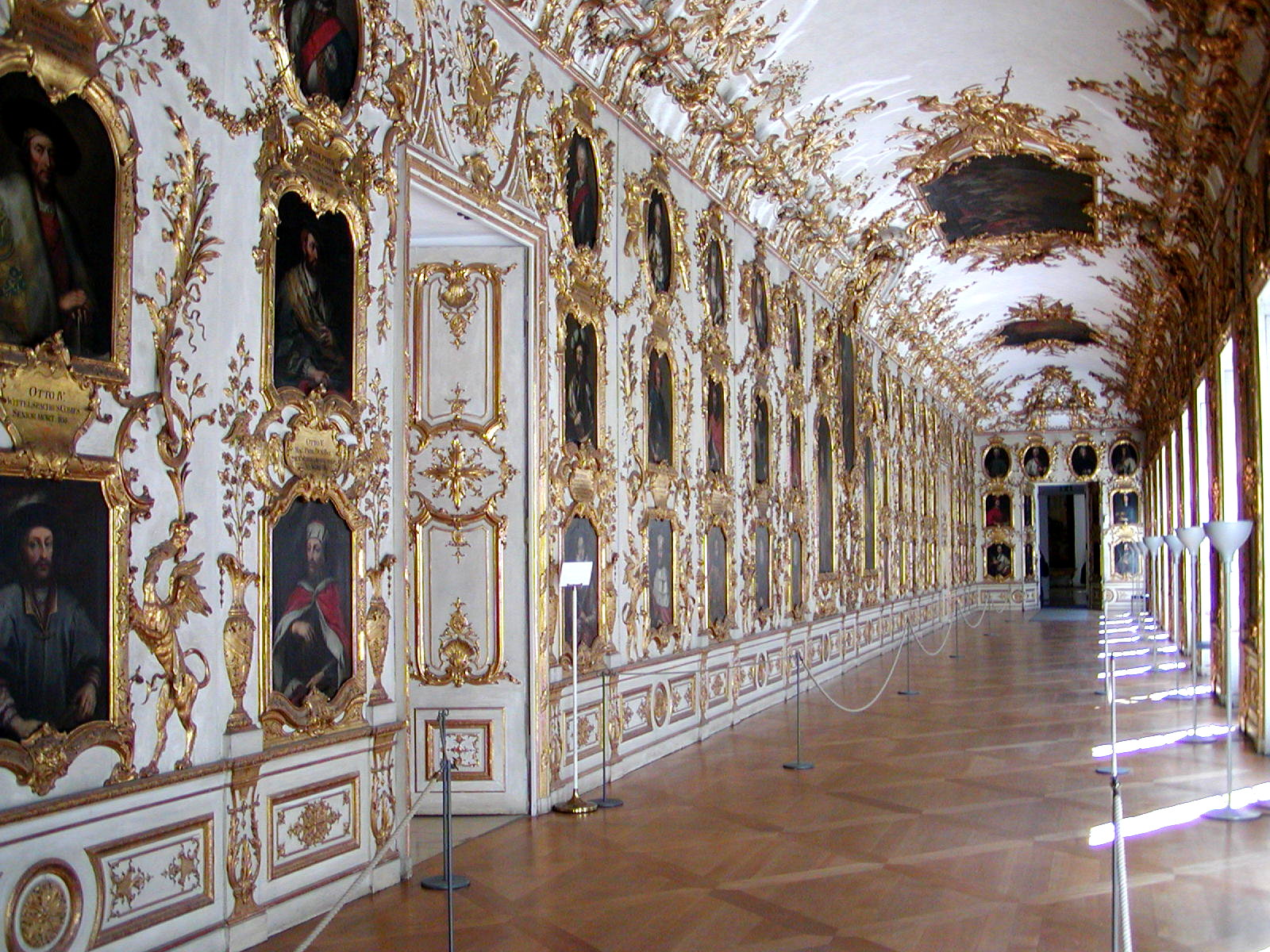
Жан-Франсуа де Кювільє. Галерея предків. Резиденція в Мюнхені.
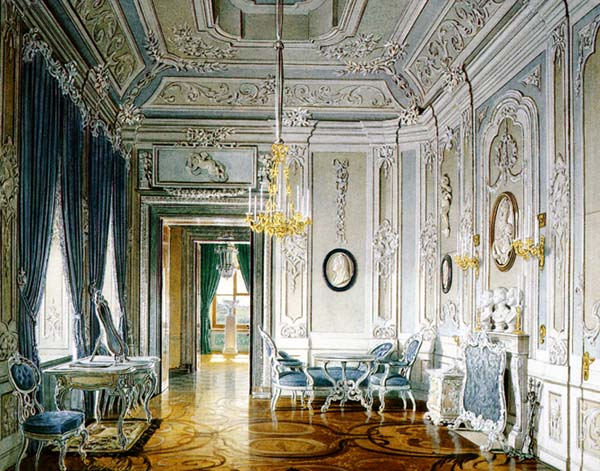
Великий Гатчинський палац, інтер'єр. Акварель Гау.

Сміливі дизайнерські рішення прийшли у облаштування кабінетів в добу ампір та пізнього класицизму, котрі обслуговували потреби у величі і самоствердженні або нову наполеонівську аристократію, або консервативні смаки реакціонерів усіх різновидів, що задовольнялись помірними нововведеннями модних зразків.
В XX ст. зміна стилів була замінена на швидку зміну різних стилістик, а у облаштування власного кабінету стало можливим внесення будь-яких стилістичних форм від майже порожнього мінімалізму чи гри з будь-якими історичними стилями. В оздобленні інтер'єрів і кабінетів існує надзвичайна кількість стилістик, що значно перебільшує наявність їх в минулому.

## Кабінет на горищі
У XVIII–XIX ст. при облаштуванні багатого помешкання кабінет заможного володаря розміщали на другому поверсі, котрий вважали парадним. Практика такого облаштування кабінету заможного володаря відійшла у минуле з появою висотних будинків і хмарочосів. Відтепер кабінет можна було облаштувати на будь-якому поверсі.
При будівництві заміських особняків — кабінетів могло бути декілька, але для усамітнення та спокійної праці без перешкод почали облаштовувати кабінети на горищі. Висотне розташування такого кабінету вимагало певних умов — сходинок, утеплення приміщення, підведення сучасних комунікацій, вирішення питання меблів (ви там тільки працюєте чи плануєте ще і спати). Розташування кабінету на горищі має свої незручності у використанні в холодні пори року. В горищному кабінеті було важко розмістити у докомп'ютерну добу велику бібліотеку. Швидкий розвиток інтернету і оцифрування значної кількості підручників, довідників і різних літературних джерел цю проблему зменшили.

## Цокольний поверх й кабінет
Ще один варіант облаштування кабінету — цокольний поверх. При цьому помітно менше незручностей при заведенні комунікацій, ніж при облаштуванні на горищі. Але важливо якісно зробити гідроізоляцію і освітлення. Цокольний поверх надає можливість збільшити розміри кабінету чи облаштувати додатково зони невеличкої вітальні, бара, ліжка за ширмою тощо.
Поради облаштовувати кабінет у тій же стилістиці, що і в кімнатах будинку, скидаються на зайвий диктат дизайнера. Адже дизайнер зробить свою роботу і піде геть, а у незручній кімнаті з дратівливим дизайном чи кольором працювати і жити роками саме вам.
На облаштування кабінету впливають (або намагаються впливати) люди, котрі в умовах дикого капіталізму здатні нав'язувати власні рішення з метою продати вам будь-що (!) і отримати собі прибуток (!). Не до всіх порад слід прислухатись і не престиж чи заздрість у очах візитера повинні впливати на ваше рішення облаштувати власний кабінет.

## Галерея

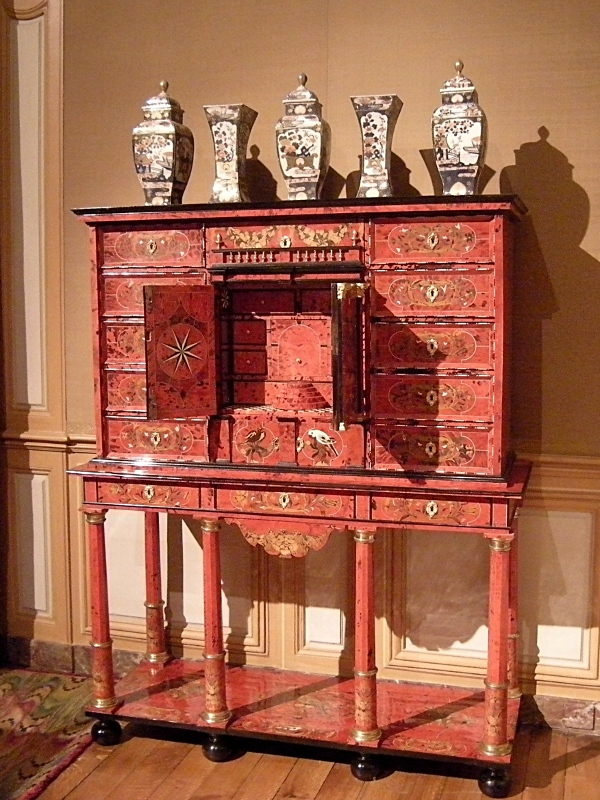
Замок Во-ле-Віконт, кабінет (меблі).

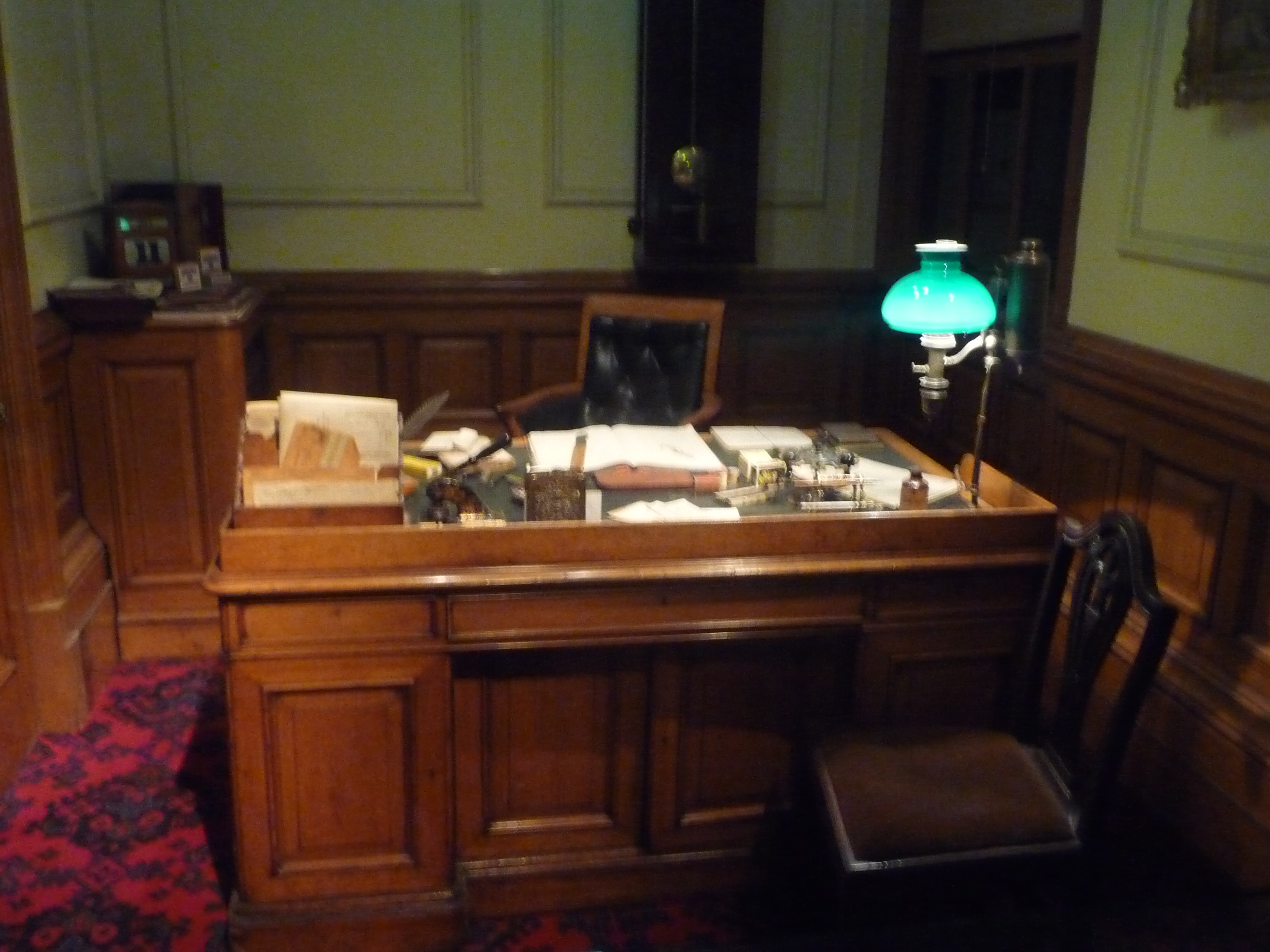
Письмовий стіл банківського менеджера, Вікторіанська доба, Музей Лондона.

### Інтер'єри кабінетів

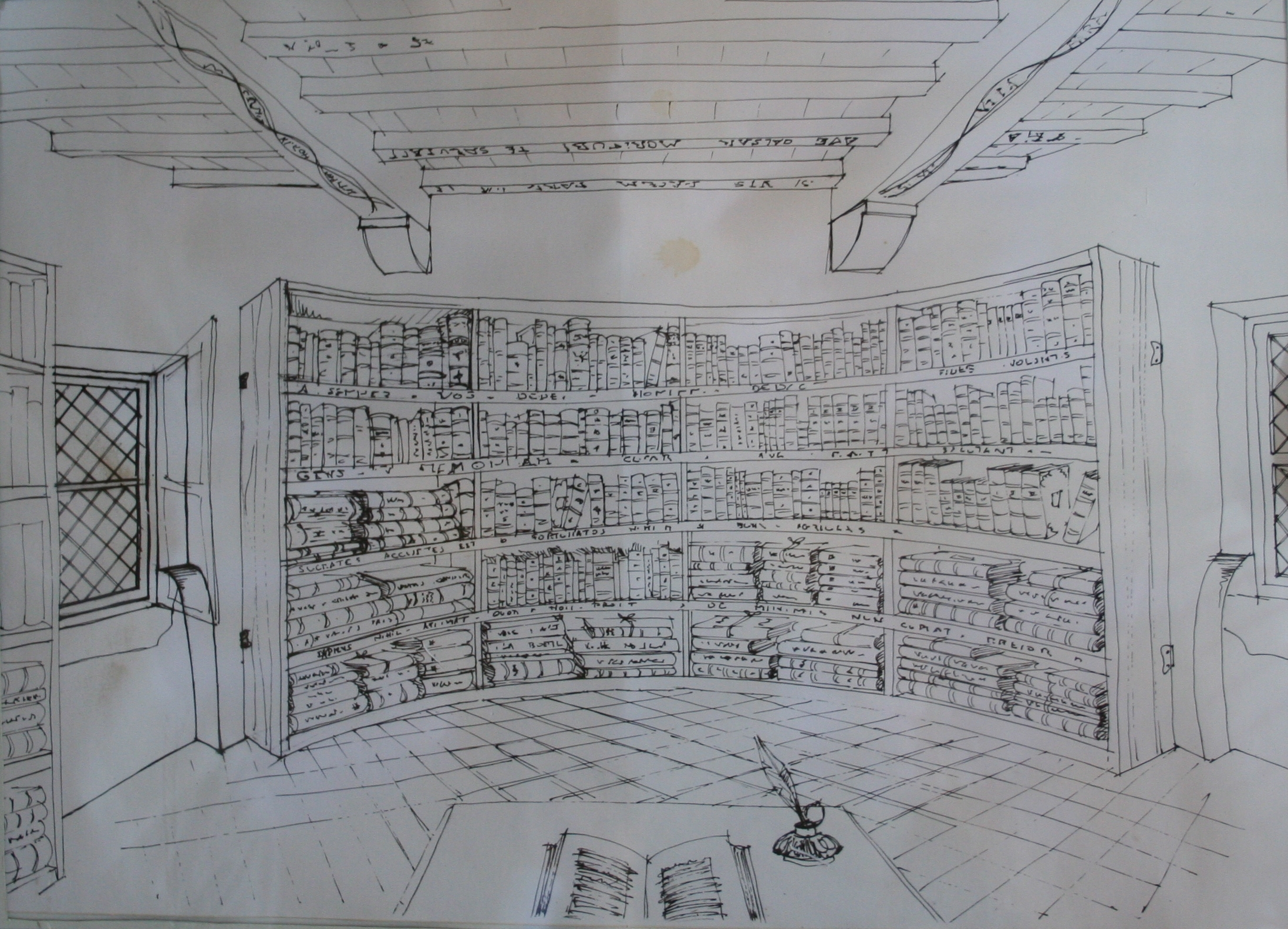
Кабінет-бібліотека Мішеля де Монтеня у вежі замку Монтень (реконструкція).[5].
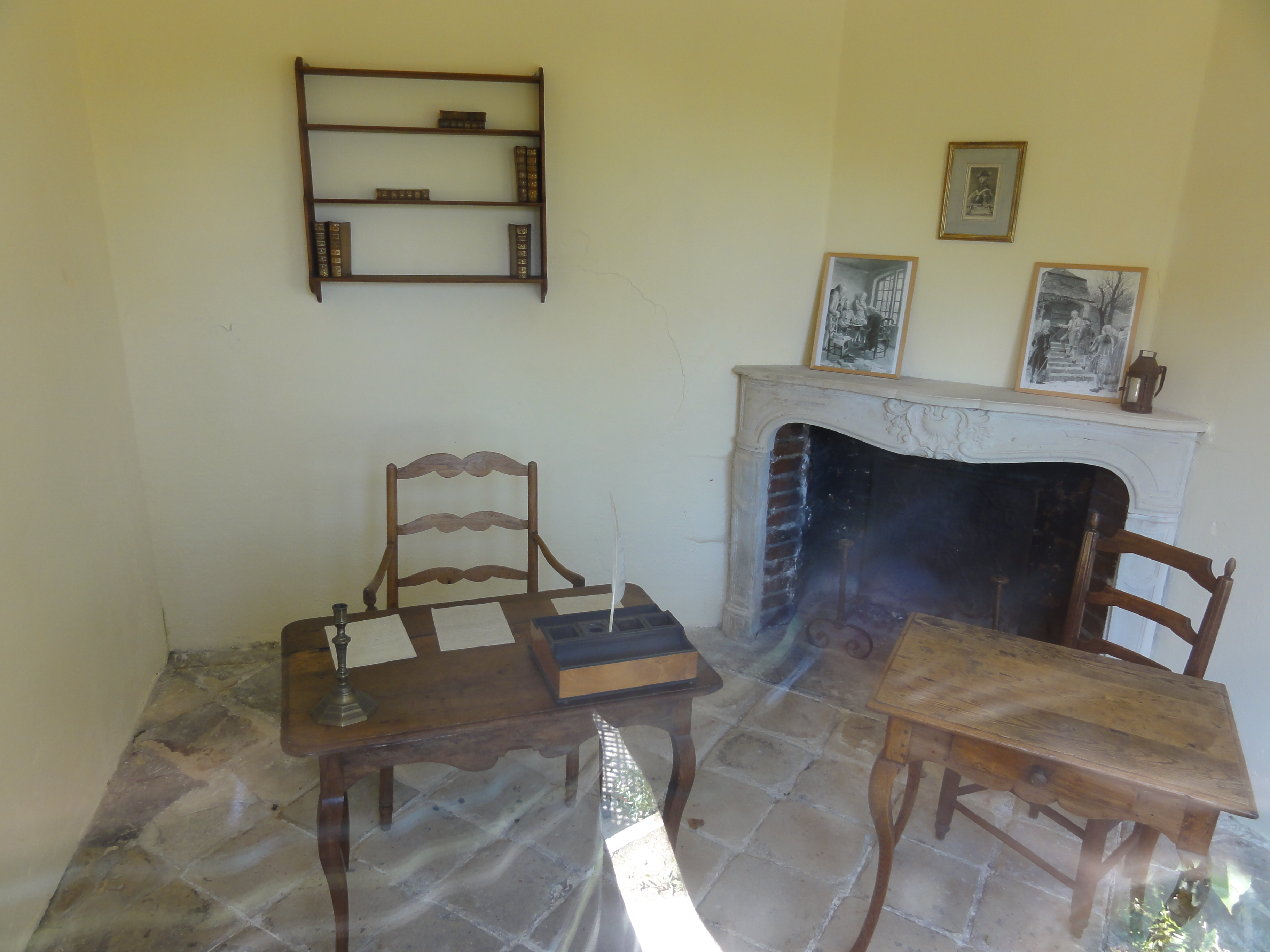
Робочий кабінет Жана-Жака Руссо
Подключников Н. «Кабинет П.Н. Зубова». 1840 р.
Ребу Ш. «Бібліотека-кабінет в садибі Авчурино». 1846 р.
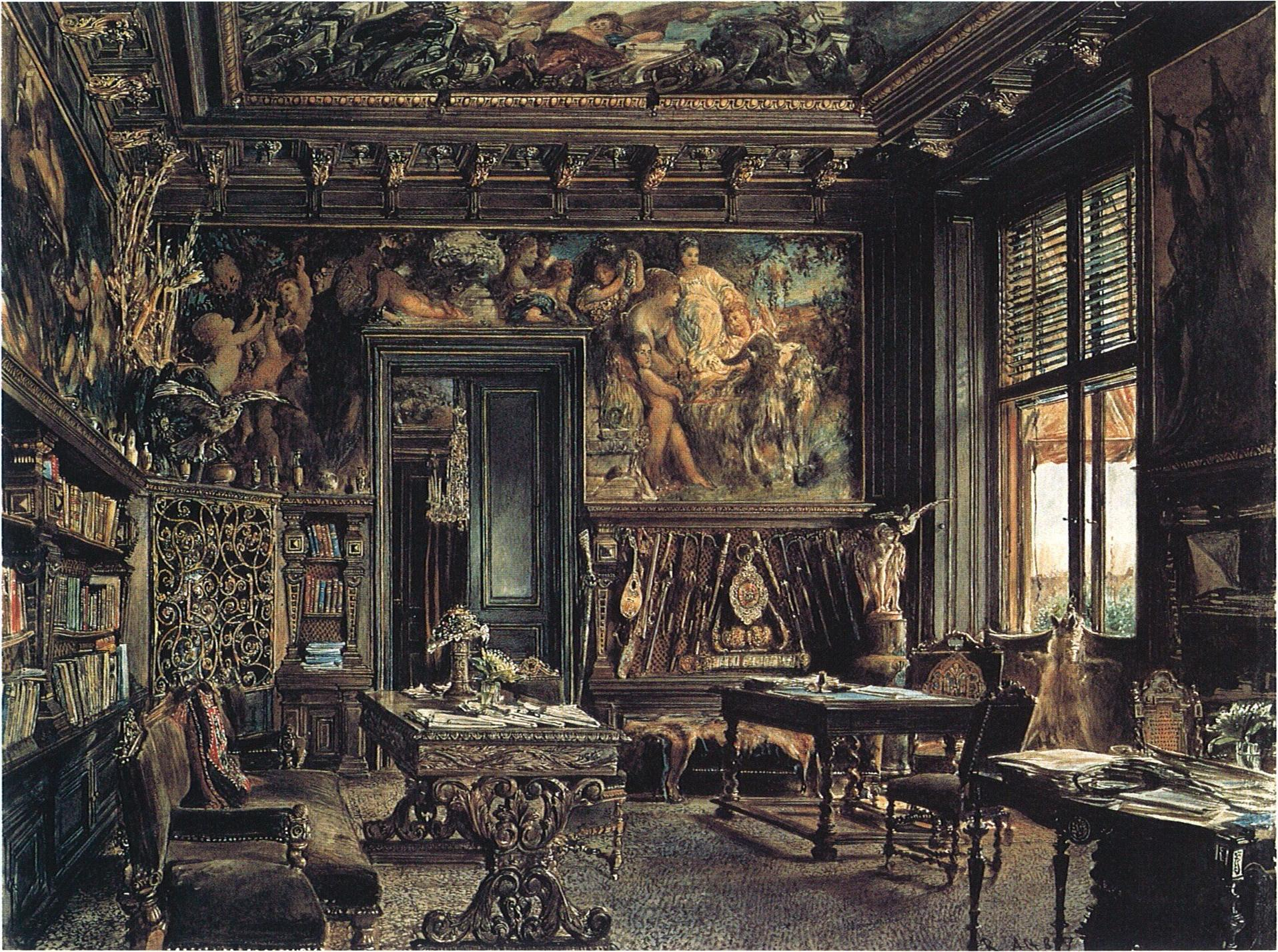
Рудольф фон Альт. «Кабінет й бібліотека промисловця з Відня Ніколауса Думба» (необароко 19 ст.). Палац Думби,  1877 р.
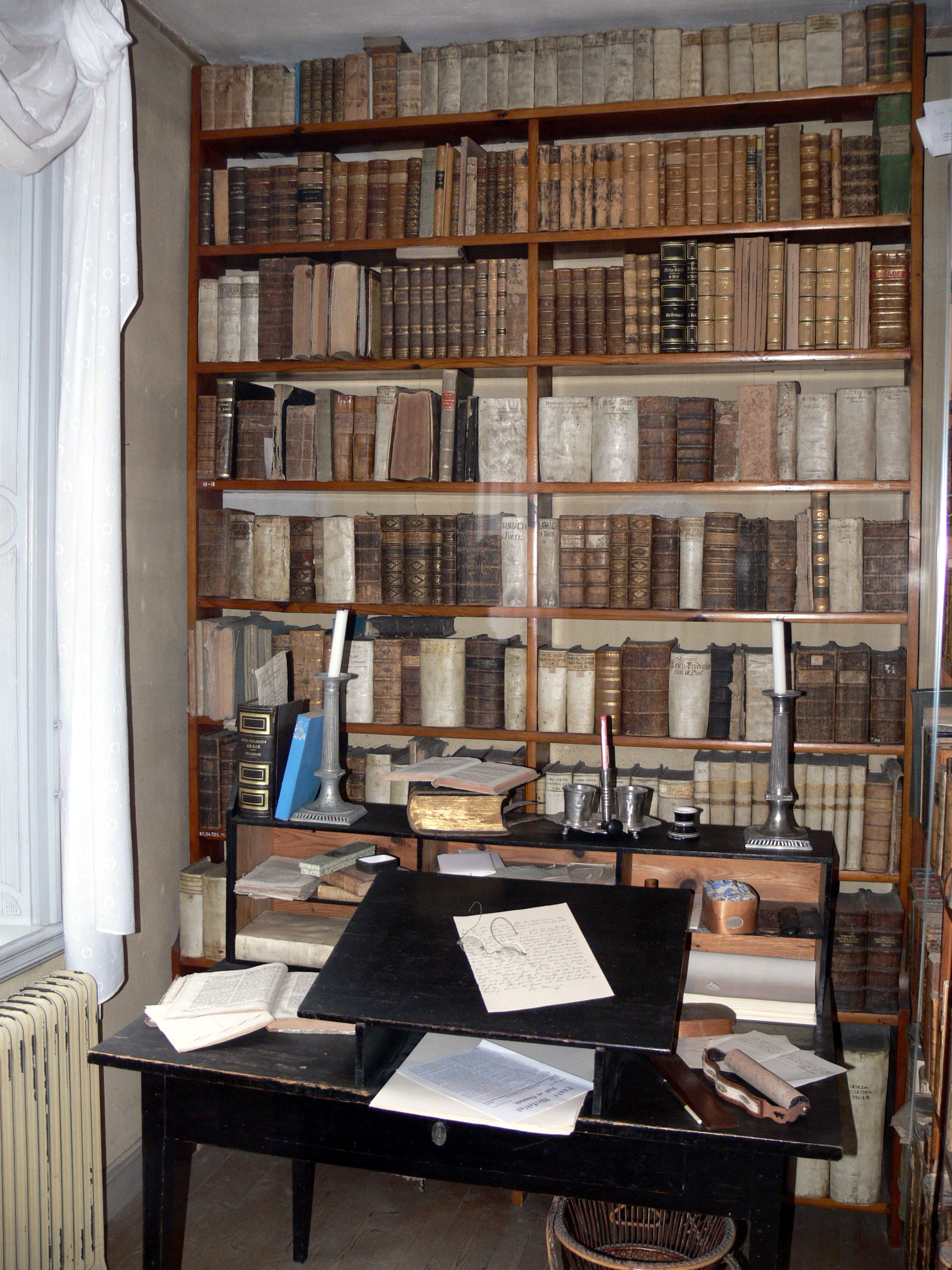
Типовий кабінет професора університету (Німеччина, XIX століття)
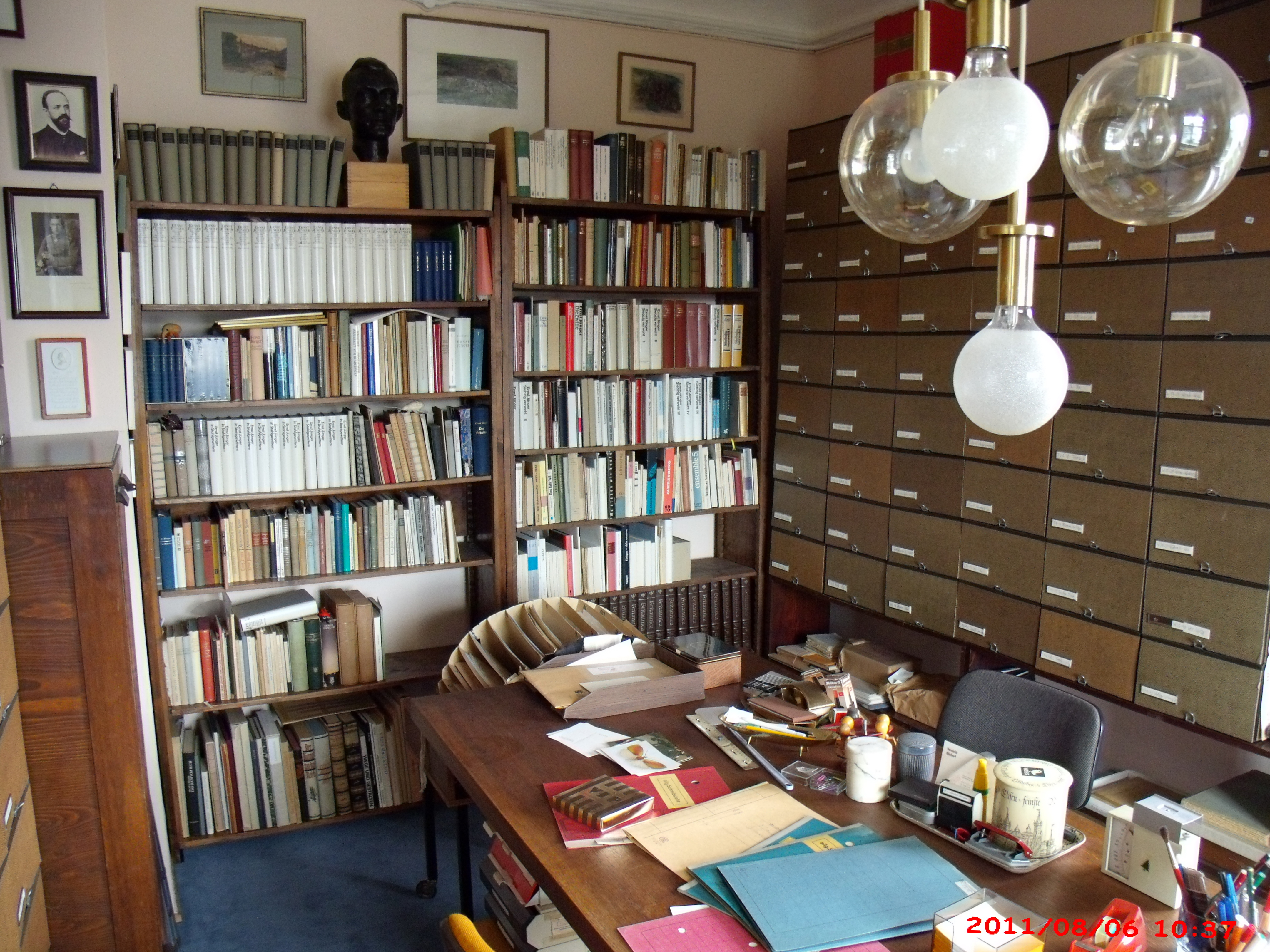
Кабінет німецького письменника Ернста Юнгера
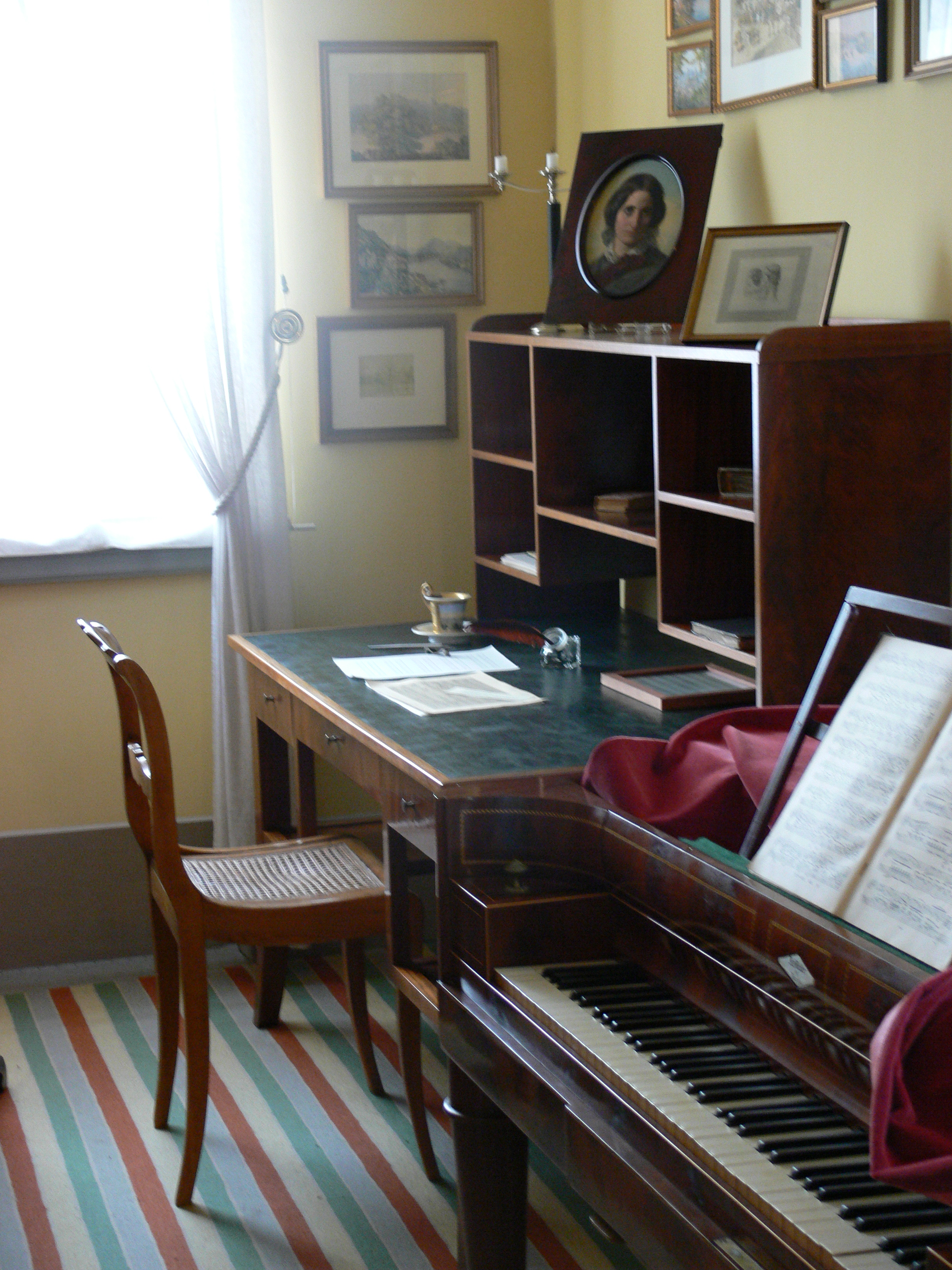
Кабінет німецького композитора Фелікса Мендельсона (Лейпциг)
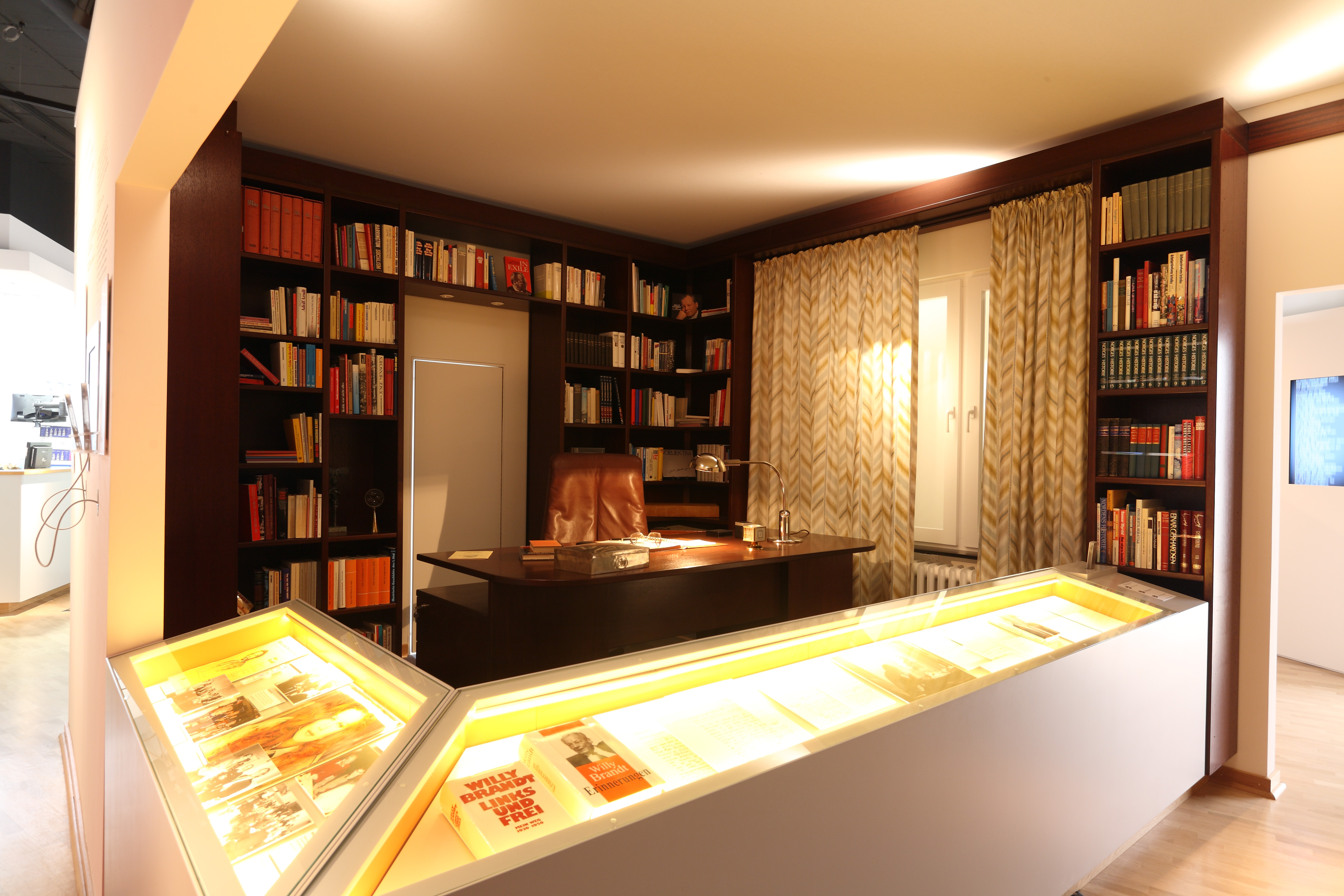
Кабінет Віллі Брандта
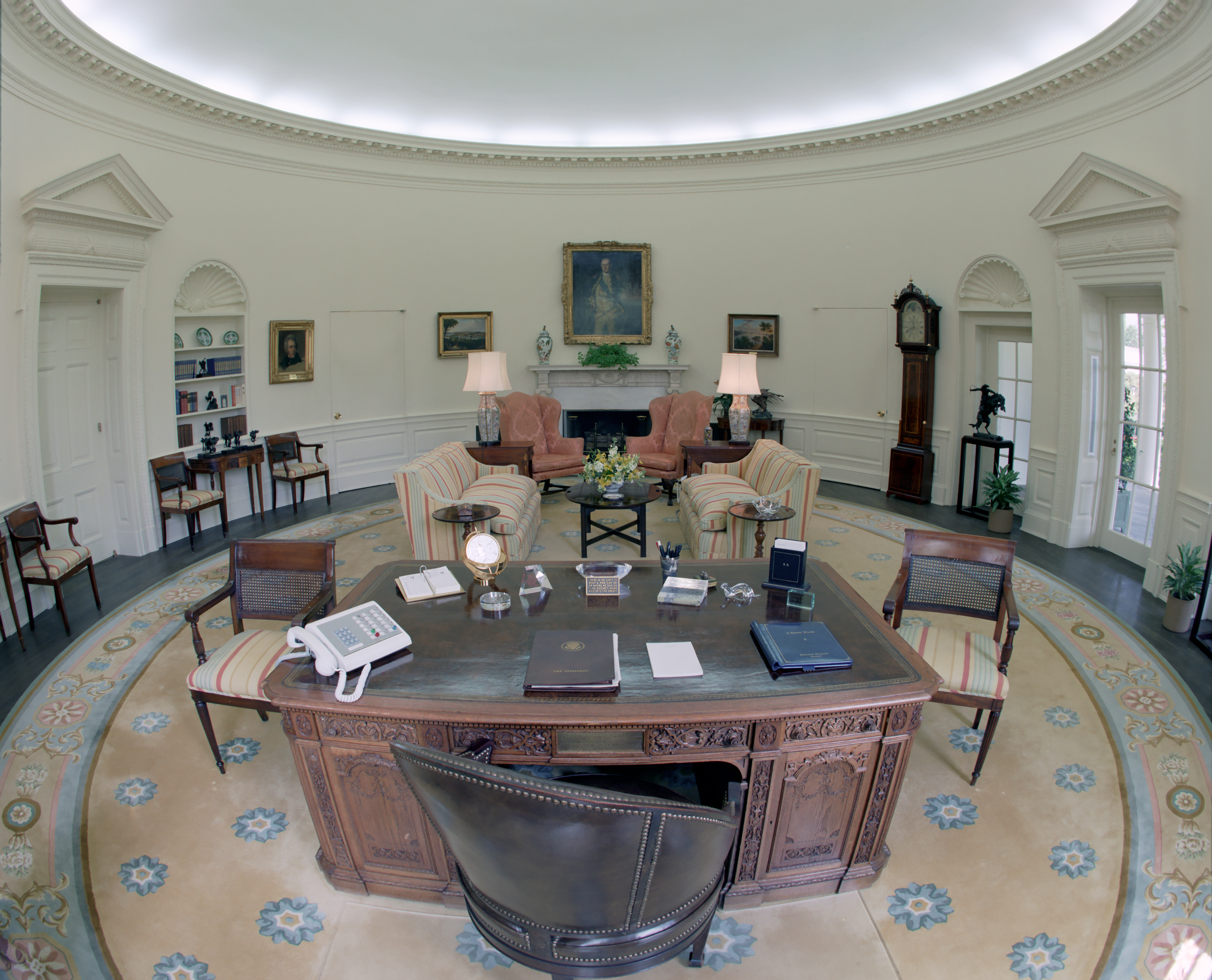
Овальний кабінет президента США, Білий дім, Вашингтон